# Frenetic Dancing Days Discotheque
Frenetic Dancing Days Discotheque foi uma casa de shows com pista dançante localizada na cidade do Rio de Janeiro. Foi fundada em agosto de 1976 pelo jornalista e produtor musical Nelson Motta dentro do Shopping da Gávea.
Junto com a New York City Discotheque, a Frenetic lançou o estilo disco no Brasil. Em seu palco passaram artistas de destaque na época e foi, praticamente, a casa d'As Frenéticas, pois ali nasceu o grupo de meninas de seriam sucesso nas décadas de 1970 e 1980. O público também continha pessoas notórias como Glauber Rocha, Cacá Diegues, Maria Bethânia e Sônia Braga.
A casa de shows fechou em 1977 após apenas quatro meses e seu nome inspirou a famosa discothèque da novela Dancin' Days.
A Frenetic Dancing Days é citada na  música "Tigresa", canção  feita pelo cantor e compositor Caetano Veloso;  lançada em 1977, no álbum Bicho, que se tornou um grande sucesso na voz de Gal Costa e, que mais recentemente, em 2023, foi regravada pelo sambista Xande de Pilares no álbum "Xande Canta Caetano", com releituras de canções de Caetano Veloso.